# Bossolà bresciano
Il bossolà bresciano è un dolce tipico tradizionale natalizio della provincia di Brescia, in Lombardia. Non va confuso con il bussolà mantovano. La zona geografica di produzione storica è nel triangolo dei comuni di Brescia città, Orzinuovi e Montichiari.
È un dolce natalizio, ma che viene messo in produzione già dal giorno di tutti i Santi o alla commemorazione dei defunti e continuato poi per tutte le festività natalizie.

## Origini del nome
Il nome è di incerte origini: alcune ipotesi lo fanno risalire alla sua particolare forma tondeggiante e concava al centro (bossolà o bussolà).
In alcune zone della Bassa viene anche chiamato "bissolà", per la vaga somiglianza con una biscia (in dialetto bresciano "biss") arrotolata, a forma di anello, simile al dolce del mantovano chiamato "anello di Monaco". Anche secondo il pasticcere Iginio Massari il nome deriverebbe dalla forma della biscia arrotolata, e in particolare dal modo di dire bresciano "bés embesolàt".
Altre ipotesi riconducono il nome ad alcuni eventi storici: collegato alla battaglia di Maclodio del 12 ottobre 1427, fra gli eserciti del Ducato di Milano e della Serenissima Repubblica di Venezia alleata con Firenze, Mantova e Ferrara, quest'ultima alleanza comandata dal conte di Carmagnola Francesco Bussone: queste vicende storiche fecero sì che il dolce venisse dedicato al Carmagnola e venisse chiamato "bossolà bresciano" in suo onore.

## Preparazione e ingredienti
È un dolce di pasta lievitata in forma tondeggiante e circolare, cava al centro. L'ultima delle tre lievitazioni e la cottura avvengono in uno stampo apposito.
Sebbene le interpretazioni di pasticceria contemporanee abbiano un po' alleggerita la consistenza, il bossolà tradizionale è sempre stato, storicamente, piuttosto compatto e robusto. Anche per questo motivo si gustava volentieri inzuppato nel caffellatte.